# カロル・ホフマン
カロル・ホフマン（Karol Hoffmann、1989年6月1日 ‐ ）は、ポーランド・ワルシャワ出身の陸上競技選手。専門は三段跳で17m16の自己ベストを持つ。2016年リオデジャネイロオリンピックのファイナリスト（12位）である。父のズジスワフは1983年ヘルシンキ世界選手権男子三段跳の金メダリスト。

## 経歴
最初はサッカーに取り組んでいたが、鼻を骨折した影響でサッカーを断念し、10歳から陸上競技を始めた。
2014年3月、自国開催となったソポト世界室内選手権男子三段跳でシニア世界大会デビューを果たすと、16m89の室内自己ベストをマークして5位に入った。メダルには届かなかったものの、5位という成績はこの種目におけるポーランド勢最高成績となった。
2016年7月、アムステルダム・ヨーロッパ選手権男子三段跳では予選で16m93（+3.1）をマークし、2016年ポートランド世界室内選手権男子三段跳の銀メダリストであるドイツのマックス・ヘスと並ぶ全体1位で決勝に進出した。迎えた決勝では17m16（+0.1）の自己ベストをマークするも、17m20（+0.5）をマークしたマックス・ヘスに4cm及ばず銀メダルに終わった。
2016年8月、リオデジャネイロオリンピック男子三段跳で親子2代に渡るオリンピック出場を果たすと、予選を全体7位の16m79（+0.2）で通過し、父も果たせなかったオリンピックの決勝に進出した。しかし、決勝は16m31（+0.7）と記録を落とし最下位（12位）に終わった。

## 家族
父のズジスワフも三段跳を専門にしていた元選手。1983年ヘルシンキ世界選手権の金メダリストであり、17m53の自己ベストを持つポーランド記録保持者である。

## 自己ベスト
- 記録欄の（　）内の数字は風速（m/s）で、+は追い風を意味する。

| 種目   | 記録         | 年月日        | 場所           | 備考 |
| 屋外   | 屋外         | 屋外          | 屋外           | 屋外 |
| ------ | ------------ | ------------- | -------------- | ---- |
| 三段跳 | 17m16 (+0.1) | 2016年7月9日  | アムステルダム |      |
| 走幅跳 | 7m31 (+0.4)  | 2006年7月25日 | ウッチ         |      |
| 室内   |              |               |                |      |
| 三段跳 | 16m89        | 2014年3月9日  | ソポト         |      |

## 主要大会成績
- 備考欄の記録は当時のもの

| 年   | 大会                          | 場所             | 種目   | 結果 | 記録         | 備考                         |
| ---- | ----------------------------- | ---------------- | ------ | ---- | ------------ | ---------------------------- |
| 2007 | ヨーロッパジュニア選手権 (en) | ヘンゲロー       | 三段跳 | 予選 | 15m00 (-0.6) |                              |
| 2008 | 世界ジュニア選手権            | ブィドゴシュチュ | 三段跳 | 10位 | 15m42 (+0.7) | 予選15m94 (+2.0)：自己ベスト |
| 2011 | ヨーロッパU23選手権 (en)      | オストラヴァ     | 三段跳 | 10位 | 16m21 (+1.4) |                              |
| 2012 | ヨーロッパ選手権              | ヘルシンキ       | 三段跳 | 6位  | 16m74 (+1.5) | 予選17m09 (+0.7)：自己ベスト |
| 2013 | フランス語圏競技大会 (en)     | ニース           | 三段跳 | 4位  | 16m66 (+1.1) |                              |
| 2014 | 世界室内選手権                | ソポト           | 三段跳 | 5位  | 16m89        | 室内自己ベスト               |
| 2016 | ヨーロッパ選手権              | アムステルダム   | 三段跳 | 2位  | 17m16 (+0.1) | 自己ベスト                   |
| 2016 | オリンピック                  | リオデジャネイロ | 三段跳 | 12位 | 16m31 (+0.7) |                              |